# Лука Сикула
Лу̀ка Сѝкула (на италиански и на сицилиански Lucca Sicula) е село и община в Южна Италия, провинция Агридженто, автономен регион и остров Сицилия. Разположено е на 513 m надморска височина. Населението на общината е 1905 души (към 2010 г.).